# Cobitis punctilineata
Cobitis punctilineata es una especie de peces de la familia Cobitidae en el orden de los Cypriniformes.

## Reproducción
Es ovíparo.

## Morfología
- Las hembras pueden llegar alcanzar los 10 cm de longitud total.[2]

## Hábitat
Vive en zonas de clima subtropical.

## Distribución geográfica
Se encuentra en Grecia.